# Bisdom Mende

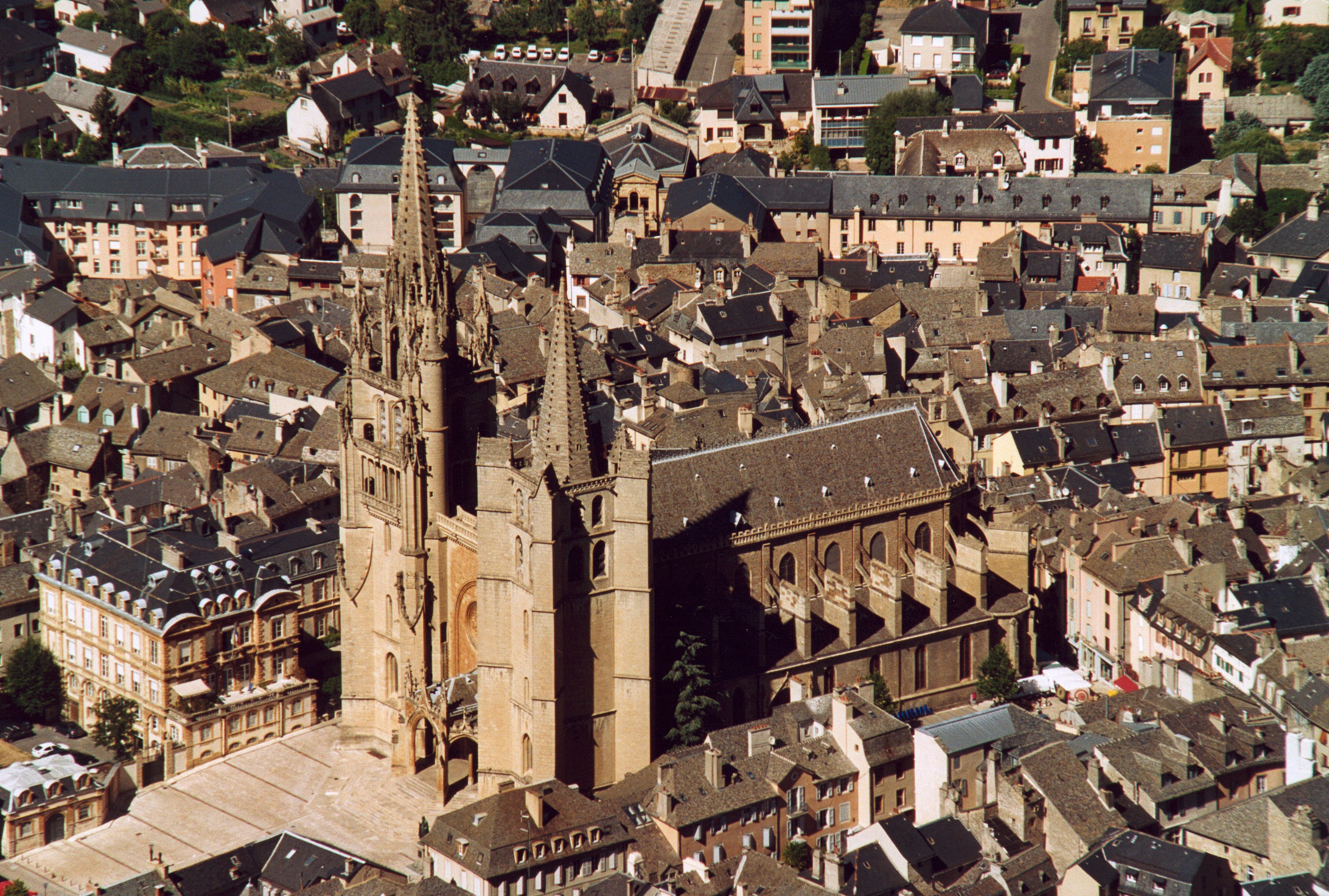
Kathedraal van Mende

Het bisdom Mende (Latijn: Dioecesis Mimatensis, Frans: Diocèse de Mende) is een in Frankrijk gelegen rooms-katholiek bisdom met zetel in Mende. Het bisdom behoort tot de kerkprovincie Montpellier, en is samen met de bisdommen Carcassonne en Narbonne, Nîmes en Perpignan-Elne suffragaan aan het aartsbisdom Montpellier.

## Geschiedenis
In dit gebied was oorspronkelijk het bisdom Javols gelegen. Dit ontstond in de 3e eeuw. Javols werd echter in de 5e eeuw zwaar getroffen door de Grote Volksverhuizing en herstelde zich daarna eigenlijk niet meer. In de 10e eeuw werd de bisschopszetel naar Mende verplaatst. De stad Mende behoorde toe aan de bisschop. Deze stond echter met het zogenaamde Traité de Pariage in 1307 een gedeelte af aan de koning van Frankrijk, Filips de Schone. Het bisdom behoorde in die tijd tot de kerkprovincie Bourges, later kwam het onder gezag van het aartsbisdom Albi.
In 1801 werd het bisdom Viviers en een gedeelte van het bisdom Alais toegevoegd aan Mende. Viviers werd in 1822 weer zelfstandig. Sinds 8 december 2002 is Mende suffragaan aan het aartsbisdom Montpellier.

## Bisschoppen
De bisschoppen van Mende sinds de heroprichting van het bisdom met het Concordaat van 1801 zijn:
- Jean-Baptiste de Chabot (1802-1804)
- Etienne-Parfait-Martin Maurel de Mons (1805-1821)
- Claude-Jean-Joseph Brulley de La Brunière (1822-1848)
- Jean-Antoine-Marie Foulquier (1849-1873)
- Joseph-Frédéric Saivet (1873-1876)
- Julien Costes (1876-1889)
- François-Narcisse Baptifolier (1889-1900)
- Henri-Louis-Alfred Bouquet (1901-1906)
- Jacques-Jean Gely (1906-1929)
- Jules-Alexandre Cusin (1929-1937)
- François-Louis Auvity, P.S.S. (1937-1945)
- Maurice-Paul-Jules Rousseau (1945-1950)
- Emile-Charles-Raymond Pirolley (1951-1957)
- René-Jean-Prosper-Bruno Boudon (1957-1983)
- Roger Lucien Meindre (1983-1989)
- Paul Émile Joseph Bertrand (1989-2001)
- Robert Jean Louis Le Gall, O.S.B. (2001-2006)
- François Joseph Marie Jacolin, M.D.P. (2007-2018)
- Benoît Bertrand (2019-)